# John Henry Caldwell
John Henry Caldwell (* 4. April 1826 in Huntsville, Madison County, Alabama; † 4. September 1902 in Jacksonville, Calhoun County, Alabama) war ein US-amerikanischer Rechtsanwalt und Politiker (Demokratische Partei).

## Werdegang
John Henry Caldwell besuchte die Gemeinschaftsschule von Huntsville und das Bacon College in Harrodsburg (Kentucky). Dann unterrichtete er vier Jahre lang in Limestone County (Alabama). Caldwell zog 1848 nach Jacksonville, wo er einer Beschäftigung als Prinzipal nachging, zuerst zwischen 1848 und 1852 an der Jacksonville Female Academy und dann zwischen 1853 und 1857 an der Jacksonville Male Academy. Ferner gab er in den Jahren 1851 und 1852 den Jacksonville Republican heraus und übernahm 1855 die Leitung über die Sunny South.
Caldwell war in den Jahren 1857 und 1858 Mitglied im Repräsentantenhaus von Alabama. Er studierte Jura, bekam 1859 seine Zulassung als Anwalt und fing dann in Jacksonville an zu praktizieren.
Während des Amerikanischen Bürgerkrieges verpflichtete er sich in der Konföderiertenarmee, wo er die Kompanie A des 10. Alabama Regiments aus den St. Clair und Calhoun Counties aufstellte und den Krieg hinweg diente. Caldwell bekleidete zuletzt den Dienstgrad eines Lieutenant Colonels. Er diente in der Army of Virginia.
Ferner wurde er 1863 zum Solicitor am 10. Gerichtsbezirk gewählt, aber 1865 vom provisorischen Gouverneur seines Amtes enthoben. Er wurde im gleichen Jahr in das Amt wiedergewählt, aber 1867 wieder von seinem Amt abgelöst, da er sich weigerte die militärischen Befehle zu befolgen.
Caldwell wurde in den 43. US-Kongress gewählt und in den nachfolgenden US-Kongress wiedergewählt. Er war im US-Repräsentantenhaus vom 4. März 1873 bis zum 3. März 1877 tätig. Während dieser Zeit hatte er den Vorsitz über das Committee on Agriculture (44. US-Kongress). Danach nahm er wieder seiner Tätigkeit als Anwalt auf.